# Ляховкин, Александр Алексеевич
Александр Алексеевич Ляховкин (1933—2008) — советский и российский учёный в области радиопередающих устройств, лауреат Государственной премии СССР 1986 года.
Окончил Московский электротехнический институт связи (МЭИС) (факультет РВТ) и его аспирантуру. В 1966 году защитил кандидатскую диссертацию:
- Некоторые вопросы теории фазовой автоподстройки частоты : диссертация … кандидата технических наук : 05.00.00. — Москва, 1966. — 189 с. : ил.

Работал там же (1988 г. Московский институт связи (МИС), с 1992 г. Московский технический университет связи и информатики (МТУСИ)) на кафедре радиопередающих устройств, с 1992 г. профессор.
Государственная премия СССР 1986 года (в составе авторского коллектива) — за цикл работ «Теория фазовой синхронизации в радиотехнике и связи» (1964—1983).
Премия Правительства Российской Федерации 1999 года (в составе авторского коллектива) — за учебник «Радиопередающие устройства» (1996 год).
Сочинения:
- Фазовая автоподстройка частоты [Текст] / В. В. Шахгильдян, А. А. Ляховкин. — Москва : Связь, 1966. — 334 с. : черт.; 22 см.
- Системы фазовой автоподстройки частоты [Текст] / В. В. Шахгильдян, А. А. Ляховкин. — 2-е изд., доп. — Москва : Связь, 1972. — 447 с. : ил.; 22 см.
- Системы фазовой автоподстройки частоты с элементами дискретизации [Текст] / [В. В. Шахгильдян, А. А. Ляховкин, В. Л. Карякин и др.] ; Под ред. В. В. Шахгильдяна. — Москва : Связь, 1979. — 224 с. : ил.; 22 см.
- Радиопередающие устройства : Учебник для вузов по спец. «„Радиосвязь и радиовещание“» / Л. Е. Клягин, В. Б. Козырев, А. А. Ляховкин и др. ; Под ред. В. В. Шахгильдяна. — Москва : Связь, 1980. — 328 с.; 22 см.
- Радиопередающие устройства / Л. Е. Клягин, В. Б. Козырев, А. А. Ляховкин и др.; Под ред. В. В. Шахгильдяна. — Москва : Мир, 1983. — 360 с. : ил.; 22 см.
- Системы фазовой синхронизации с элементами дискретизации / [В. В. Шахгильдян, А. А. Ляховкин, В. Л. Карякин и др.]; Под ред. В. В. Шахгильдяна. — 2-е изд., перераб. и доп. — Москва : Радио и связь, 1989. — 318,[1] с. : ил.; 22 см; ISBN 5-256-00223-6
- Радиопередающие устройства : [Учеб. для вузов по спец. «Радиосвязь, радиовещание и телевидение» / В. В. Шахгильдян, В. Б. Козырев, А. А. Ляховкин и др.]; Под ред. В. В. Шахгильдяна. — 2-е изд., перераб. и доп. — Москва : Радио и связь, 1990. — 431,[1] с. : ил.; 22 см; ISBN 5-256-00760-2
- Радиопередающие устройства : [Учеб. для вузов связи по специальности 2011 «Радиосвязь, радиовещание, телевидение» / В. В. Шахгильдян, В. Б. Козырев, А. А. Ляховкин и др.]; Под ред. В. В. Шахгильдяна. — 3-е изд., перераб. и доп. — Москва : Радио и связь, 1996. — 559,[1] с. : ил.; 21 см; ISBN 5-256-01237-1
- Радиопередающие устройства : учебник для вузов / Шахгильдян В. В., Козырев В. Б., Ляховкин А. А. [и др.]; ред. Шахгильдян В. В. — 3-е изд., перераб. и доп. — М. : Радио и связь, 2003. — 559 с. : ил. — Библиогр.: с. 553—556. — ISBN 5-256-01237-1.
- Фазовая автоподстройка частоты. В. В. Шахгильдян, А. А. Ляховкин. Рипол Классик, 2013 — Всего страниц: 342